# Южный (Новокузнецкий район)
Ю́жный — посёлок в Новокузнецком районе Кемеровской области. Входит в состав Загорского сельского поселения.

## География
Центральная часть населённого пункта расположена на высоте 280,5 м над уровнем моря.

## Население
| 2010 |
| ---- |
| 187  |

### Половой состав
По данным Всероссийской переписи населения 2010 года, в посёлке проживало 187 человек (85 мужчин, 102 женщины).